# Diane Trépanière
Diane Trépanière, née Diane Trépanier à Sherbrooke, est une artiste interdisciplinaire canadienne, entre photographie et écriture. Féministe, elle donne la parole aux femmes et cherche à les rendre visibles.

## Biographie
Originaire de Sherbrooke, Diane Trépanière a eu un parcours diversifié.
Dans les années 1980, sa mère lui donne en héritage une série de négatifs. C'est en étudiant la photo et le développement pour parcourir cet héritage qu'elle s'initie à la photographie. Elle achète ensuite de l'équipement plus spécialisé avec l’héritage en argent reçu à la mort de son père.
Entre 1983 et 1990, elle s'implique activement dans la communauté lesbienne de Montréal, elle participe d'ailleurs à de nombreuses éditions de la formule initiale des Journées de visibilité lesbienne montréalaise comme photographe et performeuse, aux côtés de Suzanne Boisvert. C'est au début de cette période qu'elle adopte le patronyme féminisé de "Trépanière". Soucieuse de la visibilité lesbienne, elle collabore à la revue photocopiée L'Évidente Lesbienne et organise des spectacles et soirées.
En 1993, elle participe en tant que photographe à la vidéo La nuit verte du parc Labyrinthe réalisée par Anne Barth. Durant cette même époque, elle poursuit ses expérimentations en photo en faisant notamment des émulsions sur pierre.
En 2000 marque le début de son bénévolat à La rue des Femmes. Diane Trépanière y donne des ateliers de photos. Plusieurs publications s'ensuivent.
En 2002, elle initie avec Nathalie St-Germain, une amie, l’événement « Coiffer pour changer le monde ». Chaque année, durant une journée, avec l’aide de bénévoles, en collaboration avec La Rue des femmes, Diane Trépanière archive en photo la rencontre avec des femmes itinérantes que Nathalie St-Germain accueille dans son salon, coiffe et maquille. Un livre sur le projet a été publié en 2010 aux Éditions du remue-ménage.
En 2006, en collaboration avec Les Filles électriques, elle présente le projet « Les mots appartiennent à tous… et à toutes ». Suivent deux livres en relation au projet, Écrire et sans pitié, en collaboration avec la maison d’hébergement L’Arrêt-source (2006) et l’ABCd’art de la rue des Femmes (2007).

## Œuvre
Diane Trépanière recherche la beauté et cherche à inviter la beauté dans la vie de femmes en difficulté.
Les Filles électriques souhaitaient offrir aux femmes des occasions de créer comme un moyen de se reconstruire et de s'insérer dans la société. Diane Trépanière a été leur partenaire pour publier, avec des refuges de femmes, Écrire et sans pitié (Éditions du Passage, 2006) avec l’Arrêt-source, et ABCd’art de La rue des Femmes (Remue-ménage, 2007), with Herstreet/La rue des Femmes de Montréal.
Pour cela, elle anime des ateliers d'écriture et de photographie dans ces deux refuges. « Je ne suis pas une écrivaine, je suis une femme qui aime donner la parole », dit-elle. Car c'est en donnant la parole aux femmes, qu’en la libérant, elles s’émancipent. Lors des ateliers, « les participantes avaient du plaisir à entendre les autres et à se faire entendre. Ça les faisait exister à leurs propres yeux. Elles s’étonnaient même souvent de leur talent ».
Elle tente de définir et de mettre en pratique une esthétique lesbienne.
Elle cherche à rendre visible les femmes, toutes les femmes.
Elle initie un projet collectif Nous, les femmes qu’on ne sait pas voir, avec Suzanne Boisvert, une artiste pluridisciplinaire (cinéma, théâtre, danse) qui œuvre en communauté à travers une pratique d’art relationnel. Le projet étudie la mystique de l’âge et du vieillissement chez les femmes dans la société occidentale. Elles s’indignent de ce qu’elles découvrent : une dictature de l’image et de l’apparence physique véhiculée par les médias ; la peur et le refus de vieillir sous peine d’être exclues ; la discrimination envers les aînées. Le projet s'inscrit dans l’éducation populaire, le féminisme, et l’art communautaire.

### Performance
Viens t'asseoir et laisse la porte ouverte est un hommage à sa mère et aux femmes de sa génération, des femmes silencieuses dans leur vie et par rapport à l'histoire. Diane Trépanière dit avoir été silencieuse, mais elle souhaite maintenant s'exprimer en tant que femme et en tant que lesbienne.

### Photographie
Elle expose dans de nombreuses expositions collectives et fait quatre expositions personnelles.
Elle crée une installation photographique en mémoire des 14 victimes de la tragédie de Polytechnique. Commémoration, exploration artistique, Un cri un chant des voix se veut « à la fois un cri de douleur, de dénonciation et un chant d'amour et d'espoir ».
« C’est mon féminisme qui m’a amenée à la photographie. Pour moi, travailler sur l’image et l’identité des femmes, c’était une façon d’être active dans la contestation. L’art contribue à déboulonner des stéréotypes, nous aide à définir nos propres territoires. C’est une reconquête de soi, une mise au monde. », dit-elle.

### Vidéos et films
Elle co-réalise avec Anne Barth une vidéo Paroles d'écrivaines (45 minutes, 1996),dans laquelle "poésie et rencontres s'entremêlent harmonieusement avec une réflexion sur la traduction d’œuvres féministes.
Toujours avec Anne Barth, elle est responsable de l'image pour Pont de verre . Et photographe pour La nuit verte du parc Labyrinthe.

### Édition
- Des pas sur l'ombre. Témoignages d'intervenantes en maisons d'hébergement, publié en 2004 aux Éditions du remue-ménage[16].
- Écrire et sans pitié, publié en 2006 aux Éditions du Passage[17].
- ABCd’art de la rue des femmes, publié en 2007 aux Éditions du remue-ménage[18].
- Coiffer pour changer le monde, publié en 2011 aux Éditions du remue-ménage[19].
- Un cri un chant des voix : à la mémoire de la tragédie de Polytechnique, publié en 2014 aux Éditions du remue-ménage[20],[21].
- Ruptures, matières à vivre, catalogue d'exposition publié en 1997 aux Éditions L'Espace F.[22]
- Viens t'asseoir, laisse la porte ouverte, publié en auto-édition en octobre 2022[23].

## Vie privée
Diane Trépanière (dont le patronyme de naissance est "Trépanier") a adopté son patronyme féminisé en 1983, alors à la mi-trentaine, pour des raisons féministes. Ce choix coïncide avec un déménagement à Montréal et une implication dans la communauté lesbienne de la métropole. Sa mère, pour des raisons similaires, avait choisi de reprendre son prénom de femme à l'occasion de l'Année internationale de la femme, proclamée en 1975 par les Nations unies.